# Дреини (Пистоја)
Дреини је насеље у Италији у округу Пистоја, региону Тоскана.
Према процени из 2011. у насељу је живело 12 становника. Насеље се налази на надморској висини од 188 м.